# Алкіліденамінильний радикал
Алкіліденамінильний радикал (рос. алкилиденаминильный [иминильный] радикал, англ. alkylideneaminyl [iminyl] radical) — радикал, який має структуру R2C=N•. Спінова густина в ньому зосереджена головно на атомі N. Стабільність такого радикала зростає, коли N входить у кон'юговану циклічну систему, а також коли у α-положеннях до атома N в циклі є розгалужені алкільні замісники, що просторово заважають реакціям по атому N.
Синонім — імінильний радикал.